# Beyblade: Metal (série télévisée d'animation)
 (novembre 2012).
Si vous disposez d'ouvrages ou d'articles de référence ou si vous connaissez des sites web de qualité traitant du thème abordé ici, merci de compléter l'article en donnant les références utiles à sa vérifiabilité et en les liant à la section « Notes et références ».
Autre
Beyblade: Metal, connue sous le nom de Metal Fight Beyblade  (メタルファイト ベイブレード, Metaru Faito Beibureedo) au Japon, est la deuxième saga de la franchise Beyblade. La série de mangas, écrite et dessinée par Takafumi Adachi, est prépubliée entre septembre 2008 et février 2012 dans le magazine CoroCoro Comic puis compilé en un total de onze tomes. La version française est publiée par Kazé.
L'adaptation en anime, produite par les studios Tatsunoko et Synergy SP, comprend quatre saisons : Beyblade: Metal Fusion, Beyblade: Metal Masters, Beyblade: Metal Fury et Beyblade: Shogun Steel, diffusées entre 2009 et 2012.
Une troisième saga, Beyblade Burst, est produite entre 2015 et 2023.

## Synopsis
La série comporte un nouveau personnage principal, Gingka Hagane (bladeur incroyablement doué originaire de Khoma). 
Gingka se lie d'amitié avec Kenta Yumiya (un garçon timide) et Madoka Amano (une jeune fille experte technicienne du Beyblade). Ils sont embêtés au début par une bande de racailles guidée par Benkei Hanawa et Kyoya Tategami. Ils commencent par le détester mais ils deviennent plus tard des rivaux amicaux de Gingka.
Parallèlement, une organisation appelée la Nébuleuse Noire tente de s'emparer du pouvoir d'une toupie dite interdite volée au village de Khoma, Lightning L-Drago contrôlée par un blader très puissant, Ryuga.

## Personnages
- Gingka Hagane (saisons 1, 2, 3, 4 et film)
- Kenta Yumiya (saisons 1, 2, 3 et film)
- Kyoya Tategami (saisons 1, 2, 3 et film)
- Benkei Hanawa (saisons 1, 2, 3, 4 et film)
- Madoka Amano (saisons 1, 2, 3, 4 et film)
- Doji (saisons 1, 3 et 4)
- Ryuga (saisons 1, 2 et 3)
- Tsubasa Otori (saisons 1, 2, 3, 4 et film)
- Yu Tendo (saisons 1, 2, 3 et film)
- Ryo Hagane (saisons 1, 2, 3 et film)
- Hikaru Hasama (saisons 1, 2, 3 et film)
- Hyoma Katisha (saisons 1, 2, 3 et film)
- Masamune Kadoya (saisons 2, 3 et film)
- Dashan Wang (saisons 2 et 3)
- Chi-Yun Li (saisons 2 et 3)
- Mei-Mei (saisons 2 et 3)
- Chao Xin (saisons 2 et 3)
- Nile (saisons 2 et 3)
- Damoure (saisons 2 et 3)
- Julian Konzern (saisons 2 et 3)
- Sophie (saisons 2 et 3)
- Wales (saisons 2 et 3)
- Klaus (saisons 2 et 3)
- Enzo Garcia (saisons 2, 3 et 4)
- Selen Garcia (saisons 2, 3 et 4)
- Ian Garcia (saisons 2, 3 et 4)
- Argo Garcia (saisons 2, 3 et 4)
- Dr. Ziggurat (saison 2)
- Zeo Abyss (saisons 2 et 3)
- Jack (saisons 2 et 3)
- Damian Hart (saison 2)
- Toby (saisons 2 et 3)
- Helios (film)
- Bakin (film)
- Yuki Mizusawa (saison 3)
- Johannes (saison 3)
- Pluto (saison 3)
- Aguma (saison 3)
- King (saison 3)
- Dynamis (saison 3)
- Chris (saison 3)
- Titi (saison 3)
- Rago (saison 3)

## Manga
Les chapitres de Beyblade: Metal sont écrits et illustrés par Takafumi Adachi. Au Japon, ils sont publiés dans le mensuel CoroCoro Comic entre septembre 2008 et février 2012.

### Liste des volumes
| no | Japonais          | Japonais          | Français          | Français          |
| no | Date de sortie    | ISBN              | Date de sortie    | ISBN              |
| -- | ----------------- | ----------------- | ----------------- | ----------------- |
| 1  | 27 mars 2009      | 978-4-09-140757-3 | 21 avril 2011     | 978-2-82030-075-1 |
| 2  | 26 juin 2009      | 978-4-09-140820-4 | 19 mai 2011       | 978-2-82030-123-9 |
| 3  | 27 novembre 2009  | 978-4-09-140857-0 | 23 juin 2011      | 978-2-82030-143-7 |
| 4  | 26 mars 2010      | 978-4-09-141035-1 | 13 juillet 2011   | 978-2-82030-159-8 |
| 5  | 26 juin 2010      | 978-4-09-141066-5 | 25 août 2011      | 978-2-82030-192-5 |
| 6  | 20 septembre 2010 | 978-4-09-141125-9 | 20 octobre 2011   | 978-2-82030-207-6 |
| 7  | 24 décembre 2010  | 978-4-09-141193-8 | 18 janvier 2012   | 978-2-82030-306-6 |
| 8  | 27 avril 2011     | 978-4-09-141237-9 | 11 avril 2012     | 978-2-82030-363-9 |
| 9  | 26 juin 2011      | 978-4-09-141299-7 | 8 juin 2012       | 978-2-82030-439-1 |
| 10 | 27 décembre 2011  | 978-4-09-141380-2 | 12 septembre 2012 | 978-2-82030-480-3 |
| 11 | 28 mars 2012      | 978-4-09-141433-5 | 7 novembre 2012   | 978-2-82030-533-6 |

## Anime

### Série télévisée

#### Saison 1:Beyblade: Metal Fusion
En 2010 dans une ville, un jeune garçon, Kenta Yumiya, participe à un tournoi de beyblade, un sport qui consiste à faire se percuter deux toupies jusqu'à ce que l'une s'arrête de tourner. Le vainqueur récupère une partie des points beyblade du perdant. Kenta et sa toupie Flame Sagittario arrivent assez loin dans le tournoi. Kenta se fait plus tard agresser par une bande de voyous appelés "les chasseurs de têtes", qui attaquent les jeunes bladers inexpérimentés pour leur voler leurs points. Le meneur de la bande, Benkei Hanawa, est sur le point de battre Sagittario, mais soudain, une toupie surgie de nulle part élimine celle de Benkei. Le propriétaire de cette toupie apparaît et se présente : il se nomme Gingka Hagane. Les chasseurs de tête, furieux, décident de tous le combattre en même temps, mais Gingka les bat tous avec son Storm Pegasus. Benkei et sa bande s'enfuient en jurant de se venger. Kenta est admiratif devant les talents de Gingka. Ce dernier avoue qu'il est un voyageur qui parcourt le pays afin de rencontrer des adversaires à la hauteur. Gingka et Kenta vont par la suite développer une grande amitié. Gingka rencontrera plusieurs grands rivaux dans cette ville, tels que le féroce Kyoya Tategami, le chef absolu des chasseurs de tête, et sa toupie Rock Leone, Benkei et sa nouvelle toupie Dark Bull, la combative Hikaru Hasama et son Storm Aquario, le farfelu et antipathique Tetsuya Watarigani et son Mad Gasher, et également son pire ennemi, Ryuga, détenteur de la toupie interdite, Lightning L-Drago, qui utilise un pouvoir obscur destructeur.
Gingka révèle alors que lorsqu'il était jeune, Ryuga et Doji, le dirigeant de l'organisation maléfique de la Nébuleuse Noire, sont venus voler Lightning L-Drago, qui était enfermé au village beyblade de Khoma, où il a grandi. Ryo Hagane, le père de Gingka et le premier propriétaire de Pegasus, a essayé de les arrêter, mais Ryuga, armé de la force obscure habitant L-Drago, l'a vaincu. À la suite de la fuite des deux bandits, Ryo a confié Storm Pegasus à son fils. La caverne dans laquelle ils se trouvaient s'est ensuite effondrée, et Gingka a cru son père mort. Il s'est fixé la tâche de retrouver Ryuga et de vaincre L-Drago pour neutraliser la menace que représente le pouvoir des ténèbres. Ses amis décident de l'aider à s'en occuper. Un long combat entre la Nébuleuse Noire et Gingka et ses amis commence. Pendant ce conflit, Gingka rencontre deux autres bladers puissants : son vieil ami Hyoma et son Rock Aries, qui s'allie à eux, et le jeune Yu et son Flame Libra, un garçon extrêmement doué pour le beyblade qui s'avère être un membre de la Nébuleuse Noire.
C'est d'ailleurs Yu, vainqueur du combat de survie, qui propose à l'AMBB (Association Mondiale de Beyblade) l'idée d'un tournoi à l'échelle nationale, destiné à déterminer qui est le meilleur blader du pays. Cette compétition, nommée l'Ultime Bataille, requiert un minimum de 50000 points pour y participer avant une date fixée. Des tournois préliminaires ont donc lieu un peu partout dans le pays afin que les bladers obtiennent le plus grand nombre de points possible. Pendants ces tournois, Gingka et ses amis rencontrent de nouveaux adversaires et amis, comme Tsubasa Otori, un blader aux objectifs pour le moins nébuleux et son Earth Eagle, le terrifiant Reiji de la Nébuleuse Noire et son Poison Serpent, et également le très mystérieux Phœnix, l'homme au masque de fer, et son Burn Fireblaze, qui se révèle être le père de Gingka, Ryo.
Finalement, Gingka se retrouve face à Ryuga en finale de l'Ultime Bataille. Après un combat intense, au cours duquel Ryuga se fait posséder par la force des ténèbres, l'esprit de blader de Gingka et de Pegasus triomphe du pouvoir obscur de L-Drago. Libéré de l'emprise maléfique de sa toupie, Ryuga reprend son L-Drago fissuré et s'éloigne. Gingka tente de récupérer Pegasus, mais celui-ci disparaît. Ryo lui dit que Pegasus a épuisé toute sa puissance en combattant L-Drago, et qu'il doit se régénérer. Gingka met de côté cette perte et se réjouit avec ses amis de sa victoire.

##### Ultime Bataille
|  | Huitièmes de finale | Huitièmes de finale |  |  | Quarts de finale | Quarts de finale |  |  | Demi-finales | Demi-finales |  |  | Finale | Finale |
|  | Huitièmes de finale | Huitièmes de finale |  |  | Quarts de finale | Quarts de finale |  |  | Demi-finales | Demi-finales |  |  | Finale | Finale |
|  |                     |                     |  |  |                  |                  |  |  |              |              |  |  |        |        |
|  |                     |                     |  |  |                  |                  |  |  |              |              |  |  |        |        |
|  |                     |                     |  |  |                  |                  |  |  |              |              |  |  |        |        |
|  | Gingka Hagane       |                     |  |  |                  |                  |  |  |              |              |  |  |        |        |
|  |                     |                     |  |  |                  |                  |  |  |              |              |  |  |        |        |
|  | Yu Tendo            |                     |  |  |                  |                  |  |  |              |              |  |  |        |        |
|  | Gingka Hagane       |                     |  |  |                  |                  |  |  |              |              |  |  |        |        |
|  |                     |                     |  |  |                  |                  |  |  |              |              |  |  |        |        |
|  |                     | Ryutaro Fukami      |  |  |                  |                  |  |  |              |              |  |  |        |        |
|  | Ryutaro Fukami      |                     |  |  |                  |                  |  |  |              |              |  |  |        |        |
|  |                     |                     |  |  |                  |                  |  |  |              |              |  |  |        |        |
|  | Teru Saotome        |                     |  |  |                  |                  |  |  |              |              |  |  |        |        |
|  | Gingka Hagane       |                     |  |  |                  |                  |  |  |              |              |  |  |        |        |
|  |                     |                     |  |  |                  |                  |  |  |              |              |  |  |        |        |
|  |                     | Reiji Mizushi       |  |  |                  |                  |  |  |              |              |  |  |        |        |
|  | Kenta Yumiya        |                     |  |  |                  |                  |  |  |              |              |  |  |        |        |
|  |                     |                     |  |  |                  |                  |  |  |              |              |  |  |        |        |
|  | Tetsuya Watarigani  |                     |  |  |                  |                  |  |  |              |              |  |  |        |        |
|  | Kenta Yumiya        |                     |  |  |                  |                  |  |  |              |              |  |  |        |        |
|  |                     |                     |  |  |                  |                  |  |  |              |              |  |  |        |        |
|  |                     | Reiji Mizuchi       |  |  |                  |                  |  |  |              |              |  |  |        |        |
|  | Reiji Mizuchi       |                     |  |  |                  |                  |  |  |              |              |  |  |        |        |
|  |                     |                     |  |  |                  |                  |  |  |              |              |  |  |        |        |
|  | Hyoma Katisha       |                     |  |  |                  |                  |  |  |              |              |  |  |        |        |
|  | Gingka Hagane       |                     |  |  |                  |                  |  |  |              |              |  |  |        |        |
|  |                     |                     |  |  |                  |                  |  |  |              |              |  |  |        |        |
|  |                     | Ryuga               |  |  |                  |                  |  |  |              |              |  |  |        |        |
|  | Kyoya Tategami      |                     |  |  |                  |                  |  |  |              |              |  |  |        |        |
|  |                     |                     |  |  |                  |                  |  |  |              |              |  |  |        |        |
|  | Kumasuke Kumade     |                     |  |  |                  |                  |  |  |              |              |  |  |        |        |
|  | Kyoya Tategami      |                     |  |  |                  |                  |  |  |              |              |  |  |        |        |
|  |                     |                     |  |  |                  |                  |  |  |              |              |  |  |        |        |
|  |                     | Benkei Hanawa       |  |  |                  |                  |  |  |              |              |  |  |        |        |
|  | Benkei Hanawa       |                     |  |  |                  |                  |  |  |              |              |  |  |        |        |
|  |                     |                     |  |  |                  |                  |  |  |              |              |  |  |        |        |
|  | Tobio Oike          |                     |  |  |                  |                  |  |  |              |              |  |  |        |        |
|  | Kyoya Tategami      |                     |  |  |                  |                  |  |  |              |              |  |  |        |        |
|  |                     |                     |  |  |                  |                  |  |  |              |              |  |  |        |        |
|  |                     | Ryuga               |  |  |                  |                  |  |  |              |              |  |  |        |        |
|  | Tsubasa Otori       |                     |  |  |                  |                  |  |  |              |              |  |  |        |        |
|  |                     |                     |  |  |                  |                  |  |  |              |              |  |  |        |        |
|  | Dan & Reiki Sodo    |                     |  |  |                  |                  |  |  |              |              |  |  |        |        |
|  | Tsubasa Otori       |                     |  |  |                  |                  |  |  |              |              |  |  |        |        |
|  |                     |                     |  |  |                  |                  |  |  |              |              |  |  |        |        |
|  |                     | Ryuga               |  |  |                  |                  |  |  |              |              |  |  |        |        |
|  | Ryuga               |                     |  |  |                  |                  |  |  |              |              |  |  |        |        |
|  |                     |                     |  |  |                  |                  |  |  |              |              |  |  |        |        |
|  | Hikaru Hasama       |                     |  |  |                  |                  |  |  |              |              |  |  |        |        |
|  |                     |                     |  |  |                  |                  |  |  |              |              |  |  |        |        |

#### Saison 2:Beyblade: Metal Masters
Lors de son dernier combat contre Ryuga, Gingka perd la forme physique de Storm Pegasus. Son père, Ryo lui parle de l’existence d'une autre toupie (Galaxy Pegasus). Cette toupie a servi de prototype pour Storm Pegasus. Gingka la récupère. Bientôt, un nouvel arrivant nommé Masamune Kadoya, prétendant être le bladeur numéro 1, défie Gingka avec sa toupie Ray Striker. Masamune perd contre Gingka. Ses amis le félicitent d'avoir gagné mais Gingka avoue qu'il n'a pas su maîtriser Pegasus. Après sa défaite, Masamune continue à défier Gingka mais perd constamment. Finalement, Masamune réussit à battre Gingka (mais il le bat en reversant du sable sur Pegasus donc avec de la chance). Peu de temps après, Ryo, le père de Gingka leur annonce qu'un grand tournoi international en équipe va avoir lieu. L'équipe sera composée de 3 membres titulaires et d'un membre remplaçant. Gingka, ayant gagné l'Ultime Bataille, est déjà qualifié en tant que titulaire. Il ne reste donc que 2 places de titulaires et celle du remplaçant. Masamune et Kyoya gagnent leur places en tant que titulaires mais Kyoya refuse le poste. C'est donc Tsubasa le membre titulaire avec Yu comme remplaçant. Ils combattent beaucoup d'équipes comme les Wang Hu Zhong (l'équipe chinoise avec Dashan, Chi-Yun, Chao-Xin et Mei Mei), les Lovushka (l'équipe russe avec Alexeï, Nowaguma et Lira), les Wild Fang (l'équipe africaine avec Kyoya, ce qui surprend tout le monde, Nile, Damouré et le Taureau Masqué qui est en fait Benkei), les Garcia (l'équipe brésilienne avec Argo, Selen, Yann et Enzo Garcia), Excalibur (l'équipe européenne avec Julian Konzern [pour l'Italie], Wales [pour l'Angleterre], Sophie [pour la France] qui combattent en duo et Klaus [dont on ne connaît pas le pays d'origine]), et enfin les Star Breaker (l'équipe américaine avec Damian, Jack et Zéo Abyss, un ancien ami de Masamune). Finalement, les Gan Gan Galaxy japonais réussissent à gagner le championnat. Toutefois, l'équipe apprend après coup que ce championnat servait seulement au docteur Ziggurat (le manager de la Star Breaker américaine) pour récolter des données et créer une toupie appelée Twisted Tempo, qui peut tourner éternellement et qui libère de l'énergie spirale (une nouvelle énergie extrêmement puissante). Mais avec l'aide des équipes du championnat (sauf Jack, Damian, l'équipe Garcia et Julian Konzern), ils réussissent à arrêter le docteur Ziggurat (celui à l'origine de l'énergie spirale). Tout redevient normal. Masamune décide de rester aux États-Unis afin de devenir numéro 1 avec ses amis Zéo et Tobby.

##### Championnat du Monde
Phase de groupes :
- Groupe A :
- Whang Hu Zhong  vs Gan Gan Galaxy  : 1 - 2
- Desert Blaze  vs Excalibur  : 0 - 2
- Lovushka  vs Gan Gan Galaxy  : 0 - 2
- Chandora  vs Wild Fang  : 0 - 2
- Gan Gan Galaxy  vs Wild Fang  : 2 - 1
- Excalibur  vs Whang Hu Zhong  : 2 - 0
- Excalibur  vs Gan Gan Galaxy  : 1 - 2

L'équipe Gan Gan Galaxy termine à la première place du groupe et l'équipe Excalibur à la deuxième.
- Groupe B :

L'équipe Starbreaker termine à la première place du groupe et l'équipe Garcia à la deuxième.
Phase Finale :
|  | Demi-finales   | Demi-finales   |             |   | Finale | Finale |
|  | Demi-finales   | Demi-finales   |             |   | Finale | Finale |
|  |                |                |             |   |        |        |
|  |                |                |             |   |        |        |
|  |                |                |             |   |        |        |
|  | Garcia         | 3              |             |   |        |        |
|  | Garcia         | 3              |             |   |        |        |
|  | Gan Gan Galaxy | 4              |             |   |        |        |
|  | Gan Gan Galaxy | 4              | Starbreaker | 1 |        |        |
|  |                |                | Starbreaker | 1 |        |        |
|  |                | Gan Gan Galaxy | 2           |   |        |        |
|  | Excalibur      | Gan Gan Galaxy | 2           | 0 |        |        |
|  | Excalibur      |                |             | 0 |        |        |
|  | Starbreaker    | 2              |             |   |        |        |
|  | Starbreaker    | 2              |             |   |        |        |

#### Saison 3:Beyblade: Metal Fury
En 2012, un jeune garcon du nom de Yuki Mizusawa est un garçon passionné d'astronomie et qui joue au beyblade. Lorsqu'il apprend qu'un nouveau fragment d'étoile arrive sur Terre, il veut prévenir Gingka et ses amis à propos des bladers légendaires, des bladers dont la toupie a évolué car elle renferme une partie de ce fragment d'étoile. Yuki explique que le fragment d'étoile s'est divisé en 10 petits éclats qui sont tombés dans 10 toupies et que si le fragment tombe entre de mauvaises mains, le dieu de la destruction, Némésis pourrait refaire surface et détruire la Terre. Gingka, Kyoya et Yuki réalisent alors qu'ils sont des bladers légendaires (ce sont d'ailleurs les seuls dans leur groupe) car leur toupies se sont transformées. Gingka et ses amis partent donc à la recherche des autres bladers légendaires. Ils rencontrent tous les bladers légendaires comme Aguma du Poing de Beylin avec sa toupie Scythe Kronos de la planète Saturne, Dynamis avec sa toupie Jade Jupiter et c'est d'ailleurs lui qui révèle l'histoire complète sur les bladers légendaires, Titi avec sa toupie Death Quetzalcóatl de la planète Vénus, King avec sa toupie Variares de la planète Mars, Chris avec sa toupie Phantom Orion du triangle d'hiver et Ryuga le rival de Gingka avec sa toupie L-Drago Destructor du triangle d'été. Gingka est le bladeur légendaire du triangle d'automne avec Cosmic Pegasus, Kyoya est le bladeur légendaire du triangle du printemps avec sa toupie Fang Leone et enfin, Yuki avec sa toupie Mercury Anubius est le bladeur légendaire de la planète Mercure.
Il est à noter que Kenta deviendra le blader légendaire du triangle d'été car Ryuga lui aura donné son fragment d'étoile et sa toupie se transformera en Flash Sagittario. Mais Ryuga disparaît subitement juste après lui avoir transmi son fragment d'étoile. Ils doivent combattre un ennemi puissant nommé Rago qui compte plonger le monde dans l'enfer avec sa toupie Diablo Nemesis. À la fin, Gingka réussi à gagner contre Rago grâce au pouvoir de tous les bladers du monde entier.

### Film
Un film nommé Beyblade: Sol Blaze, the Scorching Hot Invader est sorti le 21 août 2010 au Japon. En France, il est sorti le 12 septembre 2012 sous le nom Beyblade: Le film. Il se déroule entre Beyblade: Metal Masters et Beyblade: Metal Fury (il n'y a pas de championnat du monde mais Gingka a encore sa toupie Galaxy Pegasus).
Il raconte l'histoire d'une toupie, Sol Blaze, créée par le Soleil. Son propriétaire, Helios, manipulé par son maître appelé Bakin, veut faire ressusciter l'Atlantide. Gingka et ses amis, enfin en vacances d'été, s'amusent à la plage mais continuent toujours à jouer à leur passion, le beyblade. Dans le tournoi auquel ils participent tous, Helios arrive et sème le chaos. Mais ce que Helios cherchait, c'était des ailes de Pégase et donc la toupie de Gingka. Ils découvrent que l'Atlantlide a été englouti en une nuit à cause de la toupie en orichalque : Sol Blaze. Masamune, qui a perdu contre Helios, veut prendre sa revanche mais se fait blesser. Gingka décide alors de venger Masamune. Mais en fait, affronter Helios n'a fait qu'empirer les choses. Le maître d'Helios, Bakin, ne voulait en fait que faire entrer en collision un astéroïde avec la Terre pour tout détruire. Helios, ayant découvert qu'il a été trahi, décide d'aider Gingka et les autres afin que cela n'arrive pas. Finalement grâce à l'aide de Kyoya, Helios et Gingka réussissent à détruire l'astéroïde et ainsi, la Terre fut sauvée. Ryuga ne fait aucune apparition dans le film.

### Doublage
| Personnages | Personnages | Voix japonaises  | Voix françaises       | Voix québécoises       |
| ----------- | ----------- | ---------------- | --------------------- | ---------------------- |
| Gingka      | Gingka      | Aki Kanada       | Pablo Andres Hertsens | Nicolas Charbonneaux   |
| Madoka      | Madoka      | Kei Shindou      | Claire Tefnin         | Fanny Maude-Roy        |
| Takashi     | Takashi     | Ao Takahashi     | Gauthier de Fauconval | Martin Watier          |
| Osamu       | Osamu       | Hitomi Nabatame  | Grégory Praet         | François Sasseville    |
| Benkei      | Benkei      | Kenta Miyake     | Karim Barras          | Nicholas Savard        |
| Blader DJ   | Blader DJ   | Noriaki Sugiyama | Maxime Donnay         | Philippe Martin        |
| Kenta       | Kenta       | Emiri Katō       | Mélanie Dermont       | Viviane Pacal          |
| Doji        | Doji        | Takehito Koyasu  | Romain Barbieux       | Xavier Dolan           |
| Ryuga       | Ryuga       | Kenjiro Tsuda    | Alessandro Bevilacqua | Émile Mailhiot         |
| Kyoya       | Kyoya       | Satoshi Hino     | Sébastien Hébrant     | Michel Lapointe        |
| Tsubasa     | Tsubasa     | Miyu Irino       | Xavier Percy          | Éric Bruneau           |
| Hikaru      | Hikaru      | Marina Inoue     | Audrey d'Hulstère     | Holly Gauthier-Frankel |

### Édition japonaise
1. 1 2  (ja) « Tome 1 »
2. 1 2  (ja) « Tome 2 »
3. 1 2  (ja) « Tome 3 »
4. 1 2  (ja) « Tome 4 »
5. 1 2  (ja) « Tome 5 »
6. 1 2  (ja) « Tome 6 »
7. 1 2  (ja) « Tome 7 »
8. 1 2  (ja) « Tome 8 »
9. 1 2  (ja) « Tome 9 »
10. 1 2  (ja) « Tome 10 »
11. 1 2  (ja) « Tome 11 »

### Édition française
1. 1 2  (fr) « Tome 1 »
2. 1 2  (fr) « Tome 2 »
3. 1 2  (fr) « Tome 3 »
4. 1 2  (fr) « Tome 4 »
5. 1 2  (fr) « Tome 5 »
6. 1 2  (fr) « Tome 6 »
7. 1 2  (fr) « Tome 7 »
8. 1 2  (fr) « Tome 8 »
9. 1 2  (fr) « Tome 9 »
10. 1 2  (fr) « Tome 10 »
11. 1 2  (fr) « Tome 11 »